# Bajo Cinca
Bajo Cinca is een comarca van de Spaanse provincie Huesca. De hoofdstad is Fraga, de oppervlakte 1420 km2 en het heeft 22.254 inwoners (2002).

## Gemeenten
Ballobar, Belver de Cinca, Candasnos, Chalamera, Fraga, Mequinenza, Ontiñena, Osso de Cinca, Torrente de Cinca, Velilla de Cinca, Zaidín.